# Geranium antisanae
Geranium antisanae är en näveväxtart som beskrevs av R. Knuth in Engl.. Geranium antisanae ingår i släktet nävor, och familjen näveväxter. IUCN kategoriserar arten globalt som akut hotad. Inga underarter finns listade i Catalogue of Life.